# نئوس کاتالا
نئوس کاتالا (کاتالونیایی: Neus Català؛ ۶ اکتبر ۱۹۱۵ – ۱۳ آوریل ۲۰۱۹) پرستار، سیاستمدار، عضو «حزب سوسیالیست متحد کاتالونیا» (PSUC) در دوران جنگ داخلی اسپانیا و یکی از بازماندگان اردوگاه کار اجباری راونسبروک بود.

## زندگی‌نامه
وی مدرک پرستاری خود را پیش از جنگ داخلی در بارسلون دریافت داشت و در جریان جنگ از اسپانیای فرانکو خارج و موفق شد ۱۸۲ کودک یتیم و بی‌سرپرست اهل پرمیا د دالت را با خود از مرز عبور داده و به فرانسه ببرد. او ترتیبی داد که این کودکان بعدها به زادگاه خود بازگردند یا آنکه تحت سرپرستی و تکفل خانواده‌های علاقمند قرار گیرند. در مدتی تبعیدش در فرانسه او همسرش با نیروهای مقاومت فرانسه همکاری مخفیانه داشتند و در رساندن پیغام‌ها، مدارک، اسلحه و پناه‌دادن به پناهندگان سیاسی آنرا را یاری می‌رساندند. سرانجام یک داروساز محلی آنها را به مقام‌های نازی لو داد و این دو، در ۱۱ نوامبر ۱۹۴۳ دستگیر شدند. وی و همسرش در زندانی در لیموژ بازجویی و شکنجه شدند و در سال ۱۹۴۴ به اردوگاه کار اجباری راونسبروک انتقال یافتند. او پس از جنگ جهانی و آزادی، به فرانسه بازگشت و فعالیت‌هایش را علیه رژیم فرانکو ادامه داد. وی در سال ۱۹۷۸ به کاتالونیا رفت و در روبی سکنا گزید.
نئوس کاتالا برندهٔ جوایزی همچون صلیب جنگ ۱۹۴۵–۱۹۳۹، جایزه کرئو د سن ژردی و نشان زرین دولت کاتالونیا شده‌است. با تصویب اعضای شورای شهر پاریس، خیابانی میان منطقه ۱۱ پاریس و منطقه ۲۰ پاریس به نام او نام‌گذاری شده‌است.